# باري كولتر
باري كولتر (بالإنجليزية: Barry Coulter)‏ هو سياسي أسترالي، ولد في 27 ديسمبر 1948. انتخب عضو الجمعية التشريعية للإقليم الشمالي ‏.